# Leury Bonilla
Leury Bonilla (nacido el 8 de febrero de 1985 en Espaillat) es un infielder dominicano de ligas menores que pertenece a la organización de los Marineros de Seattle. Fue fichado como amateur el 1 de noviembre de 2002.

## Carrera
Bonilla jugó sus primeras temporadas en la Liga Dominicana de Verano. Comenzó la temporada 2005 con los Peoria Mariners de la Arizona League. Bateó para .248 con tres dobles, tres triples, dos jonrones y 22 remolcadas en 34 partidos.
En 2006 Bonilla jugó para Everett AquaSox de la Northwest League. Bateó para .230 con 12 dobles, siete jonrones y 27 remolcadas. Participó en la Arizona Fall League al final de la temporada.
Bonilla pasó la temporada 2007 en Clase-A con Wisconsin Timber Rattlers de la Midwest League. Jugó todas las posiciones, con la excepción del jardín central. Bateó para .258 con 22 dobles, dos triples, tres jonrones, 31 carreras impulsadas y 11 bases robadas. También lanzó dos partidos sin permitir ninguna carrera y granjeándose un salvamento en 11 entradas y un tercio lanzadas.
Pasó la temporada 2008 con los High Desert Mavericks de la California League. Bateó para .301 con 11 dobles, dos triples, tres jonrones y 23 impulsadas. Fue colocado en la lista de lesionados con una molestia en la parte izquierda del abdomen del 8 de julio al 10 de septiembre y realizó siete partidos de rehabilitación comenzando con Peoria Mariners desde el 11 hasta el 29 de agosto.
En 2009 Bonilla jugó para dos equipos: High Desert Mavericks y en Doble-A para West Tenn Diamond Jaxx. Tuvo un total combinado de .234 con 14 dobles, cuatro triples, tres jonrones y 18 carreras impulsadas. En un juego el 6 de septiembre - jugando para West Tenn Diamond Jaxx - Bonilla jugó las nueve posiciones.